# Шта су понели са собом (филм)
„Шта су понели са собом” је кратак филм настао на основу сведочења избеглица о предметима које су понели са собом из својих домова које су били приморани да напусте због ратова, сукоба, прогона и масовних кршења људских права. Филм је снимила Агенција УН за избеглице (УНХЦР) по тексту поеме Џенифер Тосвиг.

## „Шта су понели са собом”, филм из 2016. године
На основу ове поеме, филм су 2016. године првобитно снимили познати глумци у Великој Британији, на челу са Кејт Бланшет, која је уједно и амбасадорка добре воље УНХЦР-а. У филму, поред Кејт Бланшет, глуме Кира Најтли, Џулијет Стивенсон, Питер Копалди, Стенли Тучи, Чуетел Еџиофор, Кит Херингтон, Даглас Бут, Џеси Ајзенберг и Нил Гејман. У филму су употребљене фотографије Брајана Сокола које су део пројекта „Најважнија ствар” који је реализован у сарадњи са УНХЦР-ом. Овај филм је представљао и позив људима да потпишу петицију #саизбеглицама у циљу обезбеђивања приступа избеглица систему образовања, безбедном месту за живот и прилике да се укључе на тржиште рада.

## „Шта су понели са собом”, филм из 2021. године
Нова верзија филма настала је 2021. године у Србији, на иницијативу Бранке Катић, познате глумице и истакнуте заступнице УНХЦР-а за права избеглица у Србији. Филм подсећа да свако може бити у ситуацији избеглиштва, али и на универзалност бола коју осећа свако ко је, услед ратова, сукоба, прогона и других околности, био примаран да напусти свој дом. Филм је обојен емоцијама и има за циљ да подстакне на солидарност и хуманост.
У филму глуме Бранка Катић, Јасна Ђуричић, Младен Совиљ, Недим Незировић, Јана Милосављевић, Милош Петровић Тројпец, Александар Вучковић, Бранимир Поповић и писац Владимир Табашевић. Монтажу филма урадила је Наташа Павловић. У филму су коришћене фотографије Горана Томашевића.

## „Шта су понели са собом”, изложба у Београду (2022)
Поводом Светског дана избеглица, 21. јуна 2022. године канцеларија УНХЦР-а у Србији је организовала изложбу „Шта су понели са собом” у просторијама Етнографског музеја у Београду. Експонати на изложби били су предмети избеглица из бивше Југославије, Сирије, Авганистана, Бурундија и Украјине које су безбедност нашле у Републици Србији, а које су понеле са собом бежећи из својих домова Предмете које би понели са собом уколико би били приморани да напусте своје домове, УНХЦР-у су уступиле и бројне јавне личности. Међу експонатима нашли су се и предмети Рамба Амадеуса, Лане Басташић, чланица бенда „Прити лауд” и других. Изложба је инспирисана филмом „Шта су понели са собом” који је УНХЦР снимио у сарадњи са Бранком Катић, познатом српском глумицом и истакнутом заступницом УНХЦР-а за права избеглица у Србији.

## О поеми „Шта су понели са собом”
Поему „Шта су понели са собом” написала је песникиња Џенифер Тосвиг 2015. године. Инспирацију је пронашла из прича „из прве руке” о предметима које су људи приморани да беже из својих домова понели са собом. Ови предмети постали су симбол избегличког страха, али и успомена на дом, земљу порекла и живот који су ратови, сукоби и прогони зауставили.
Поему је УНХЦР превео на немачки, пољски и српски језик за потребе снимања филмова у тим земљама. Текст поеме може се прочитати на веб страници сајта УНХЦР-а.